# Operclipygus andinus
Operclipygus andinus (лат.) — вид мелких жуков-карапузиков из подсемейства Histerinae, (Exosternini). Южная Америка: Эквадор (Pichincha).

## Описание
Длина 1,50—1,62 мм, ширина 1,15—1,22 мм. Цвет красновато-коричневый. От близких видов отличается следующими признаками: загнутые концы передней пронотальной полосы короткие, укорочены в передней пятой части длины пронотума; отсутствуют фрагменты латеральной субмаргинальной пронотальной полосы; пигидий с крупными точками, перемежающимися с грубой пунктировкой по всей поверхности. Вид был впервые описан в 2013 году энтомологами Майклом Катерино (Michael S. Caterino) и Алексеем Тищечкиным (Santa Barbara Museum of Natural History, Санта-Барбара, США). Вид O. andinus был отнесён к группе видов Operclipygus dubius, близок к видам Operclipygus dubius и Operclipygus lunulus, отличаясь строением субмаргинальных пронотальных бороздок и гениталий.